# 薄暮 (映画)
『薄暮』（はくぼ、英語: Hakubo）は、2019年6月21日に公開の日本のアニメーション映画。監督は山本寛。

## 概要
福島県いわき市を舞台とする中編アニメーション映画。同監督は、ショートアニメ『blossom』、アニメ『Wake Up, Girls!』に続く｢東北三部作」の最終章と称している。なお、『Wake Up, Girls!』発表時には、福島県南相馬市を舞台にしたライトノベル『真夜中のスーパームーン』（雑誌連載・未刊行）を含めて三部作としていた。
2017年2月25日に「2018年劇場公開を予定」「原作・監督：山本寛、キャラクターデザイン：近岡直、プロデューサー：和田浩司」とし正式発表。プロジェクト応援団長として福原香織、プロジェクト応援団員にこにわを起用し、クラウドファンディング（以下CF）サイトのCAMPFIREにてCFを開始した。原作小説をCFページで公開し、公式Twitterを開設。
3月31日にCFサイトにてティザービジュアル、スタッフ・キャスト情報、キャラクターデザインを公開。
4月20日に『薄暮』クラウドファンディング用特報2.0公開。
4月25日にCF｢山本寛オリジナル作品｢薄暮｣アニメ制作プロジェクト｣（期間:2017年2月25日～4月29日）目標額の1,500万円を集め、目標達成し制作が決定した。最終日である29日に総額21,036,500円申込者1,225人で終了した。
7月8日にキービジュアルを公開。アニメ公式サイトを現在準備中と告知した。
7月20日に本作制作を目的としてトワイライトスタジオが設立。10月に同社のウェブサイトと公式Twitterが開設された。
9月1日に日本経済新聞に紹介記事が掲載され、取材を受けた山本寛は本作について、2018年公開見込みで調達できた資金は制作に必要な費用の2～3割であり、制作方法に共感したスポンサーからの出資や2回目のCFの利用も視野に入れていると答えた。集めた資金の用途については「図解して透明性を高めたい」と説明していた。
10月2日YouTubeに本作の公式チャンネルを開設し、『薄暮』クラウドファンディング用特報 ver.3.0を公開。その後、同チャンネルでは『薄暮』のPV他、本作品の情報番組である｢薄暮どうでしょう」など不定期に生放送を配信した。
2018年4月28日トワイライトスタジオ主催でいわき市生涯学習プラザにてタウンミーティングと称するイベントを開催し、その中では製作スタッフによるトーク・意見交換会・アニメの制作資料の展示を行ったが福島県在住者のみ対象とし身分証明によるチェックを行うと謳ったため他県からの在勤・在学者や隣接する茨城県民・福島以外の東北在住者は参加できなかった。
9月28日、web配信番組に山本寛がゲスト出演した際に、19年初夏公開予定と公表した。
10月4日、新たに立ち上げた暗号資産トワイライトコイン公式サイトで、2018年10-12月期にICOによるCFを再度行い本作を2019年の1-3月期に劇場公開すると公表した。
11月30日Youtubeにてティザームービー（動画上では特報第二弾）を公開。
2019年1月25日、17年7月8日にCFページで現在準備中と明らかにした作品公式サイトが完成した。初めて公開日が公表され、5月24日から福島県で先行公開すると発表された。また、配給会社、主人公の声優2名、美術監督が発表された。
2019年3月20日、二度目のCF（期間:2019年2月13日～3月20日）｢山本寛オリジナル劇場アニメ作品『薄暮』福島県民1万人を劇場へ無料招待したい！｣（目標金額500万円）を533万30円を集め達成。地元の中高生に前売り券のムビチケを無料配布し、さらに映画館のない地域には、公民館などでの上映会を行うと公表した。
2019年4月26日、公開延期。「作品の更なるクオリティアップのため」が理由として発表された。
2019年5月24日、当初の公開予定日にいわき市のまちポレいわきで関係者試写を行ったが総時間は14分でコンテ画像が混じる未完成状態であった。このため以降予定されていた試写会やクラウドファンディング出資者のための上映会では、全て「先行版」として未完成のバージョンを上映した。
2019年6月21日、ポレポレシネマズいわき小名浜・まちポレいわき・イオンシネマ福島・シネ・リーブル池袋の4館で上映がスタートした。池袋での初日舞台挨拶は、急遽、集まった報道陣を入れずに開催された。配給会社は「スケジュール全体の段取りでミスが生じた」と説明している。翌22日のポレポレシネマズでの舞台挨拶では、予定されていた桜田ひよりが配給会社の都合により欠席した。
6月29日、カナダ・モントリオールのファンタジア国際映画祭のアニメーション部門、今敏賞（短編部門）に応募し、ノミネートされたと発表したが、受賞作に選ばれなかった。同様に韓国の富川国際アニメーション映画祭にノミネートされるが賞を逃す。
いわき駅前の商業施設『LATOV』内で、作中に登場するバス停とベンチを再現した展示を9月1日まで行った。9月21日からは作中の場所とされる下片寄の田圃道付近に約一年間設置されたが、現在は撤去されている。
12月20日、第74回毎日映画コンクールアニメーション部門（アニメーション映画賞・大藤信郎賞）にノミネートされるが賞を逃す。
2020年2月22日、下北沢トリウッドで再公開。新規2カットが追加された別バージョンが上映された。トリウッドでは二回に分けのべ約3か月上映した。
3月7日、本編の有料配信が、Amazon Prime Video、U-NEXTなどではじまる。
4月30日、ブルーレイソフトがAmazonから通販限定で発売。販売元は、原作小説を発行したトワイライトスタジオから、スポンサーのつかさ製菓に名義変更されている。
「年間ベストアニメ映画を決めよう！『アキバ総研アニメ映画大賞2019』」企画で第3位に選出。
11月9～15日に開催の第15回ブカレスト・アニメーション国際映画祭の「ミニメスト」長編部門に選出。

## あらすじ
福島県いわき市に住む女子高校生の小山佐智は、東日本大震災の影響で人や恋に関心を持つことができないと感じている。佐智は音楽部で、リナ 、ひぃちゃん 松本先輩とともに文化祭で披露する四重奏に向けて日々練習に追われている。佐智はバス停そばで見る夕焼けがお気に入りで、よく一人でバスが来るまで景色を楽しんでいた。
ある日、バス停でキャンバスを持った少年、雉子波祐介と出会う。彼は震災で帰宅困難区域からいわきに避難してきており、当たり前の風景が突然見れなくなってしまうことがあることを知ったことから、今生きてるこの世界を絵に描きとめ残すため絵を描きはじめたという。そして絵画のコンクールの絵を描くためバス停付近で良い景色を探しているところで佐智と出会った。
このことがきっかけで佐智と祐介は話すようになり、バス停で待ち合わせをしたり、LINEで会話したりと二人の距離は縮まっていった。
そんな中、佐智と同じ部員の遠野さんと川村さんに草野駅で祐介といるところを目撃されらリナやひぃちゃんからは恋人か問われリナは恋が実ることを応援してくれた（ひぃちゃんも後に佐智を応援している）。
そしていつものように佐智は祐介とバスに乗っているときにたまたま祐介のスケッチブックに描かれた祐介の初恋の人のスケッチを見てしまい、佐智はやきもちを焼いてしまい二人の関係はギクシャクしてしまう。
文化祭当日、祐介や家族が見守る中、佐智たちは演奏を無事やりとげる。そして佐智は祐介から話したいことがあると言われリナとひぃちゃんに後押しされ祐介と屋上で会うことを決心する。そして祐介から｢あなたのことが、ずっと好きでした｣と告白される。

## 登場人物
Web版原作小説準拠。なお、同人版とは設定が一部異なる。
- 小山佐智（こやま さち）：桜田ひより - 主人公
- 雉子波祐介（きじなみ ゆうすけ）：加藤清史郎
- ひいちゃん：佐倉綾音
- リナ：雨宮天
- 松本先輩：花澤香菜
- 部長：高橋大輔
- 小山昇（佐智の父親）：下野紘
- 小山聡子（佐智の母親）：島本須美
- 小山恵美（佐智の姉）：福原香織
- 岡村さん：大坪由佳
- 遠野双葉：赤池沙也加
- 川村明里：鳥井響

## スタッフ・制作
- 原作・脚本・プロデュース・監督・音響監督：山本寛
- 制作総指揮：和田浩司
- キャラクターデザイン ･ 総作画監督：近岡直
- 音響演出：山田陽
- 音楽：鹿野草平
- 色彩設計：村口冬仁
- 美術監督：Merrill Macnaut
- 制作プロデューサー：伊藤光彦
- 配給：プレシディオ
- アニメーション制作：Twilight Studio

　（なお、制作を請け負った (グロス) イーストフィッシュスタジオは自社HPで当作品を「制作作品」と表記している）
- 制作：Project Twilight / 株式会社つかさ製菓
- 特別協賛：株式会社SNY
- 後援：いわき市 / いわき商工会議所 / いわきフィルム･コミッション協議会
- 協力：東日本国際大学附属昌平中学・高等学校 / ポレポレシネマズいわき小名浜 / 平商店会連合会 / いわき民報社 / 国立音楽大学 / LINE株式会社 / ブレイク / WAIWAI SHOP湯本駅前店 / 新常磐交通 / 株式会社ミューズ / 新潮社 / ヤマハ株式会社 / 福島県

## 主題歌・楽曲
主題歌
「とおく」
作詞 - 辛矢凡 / 作曲・編曲 - AZUMA HITOMI / 歌 - AZUMA HITOMI
本編予告PV使用曲(イメージソング)
「思いでの中に」
作詞 - 辛矢凡 / 作曲・編曲 - 鹿野草平 / 歌 - 松本英子
使用楽曲
｢弦楽四重奏曲第14番 第1楽章 第5楽章 第7楽章｣
作曲 - Ludwig Van Beethoven
｢無伴奏ヴァイオリン・ソナタ｣
作曲 - Bartók Béla
｢朧月夜｣
作曲 - 岡野貞一
｢吹奏楽のためのスケルツォ 第2番《夏》｣
作曲 -鹿野草平
「Hawaiian Lei｣
作曲 - Rhodes / Geissman